# Локчим
Локчим (Люкчим, Лекчим, Локшма, Лонгима, Лочким) (на руски: Локчим, Люкчим, Лекчим, Локшма, Лонгима, Лочким) е река в южната част на Република Коми на Русия, ляв приток на Вичегда (десен приток на Северна Двина). Дължина 263 km (с левия си приток Бадю 322 km). Площ на водосборния басейн 6600 km².
Река Локчим води началото си на 210 m н.в., от северния склон в източната част на възвишението Северни Ували. В началото тече на североизток, след това последователно сменя посоката си на югоизток, югозапад, запад, северозапад и накрая на север, като образува огромна, изпъкнала на юг дъга. Тече в широка и плитка, на места заблатена долина, в която силно меандрира. Влива се отляво в река Вичегда (десен приток на Северна Двина), при нейния 493 km, на 82 m н.в., при село Уст Локчим. Основните притоци са главно леви: Бадю (50 km), Сол (63 km), Лопю (105 km), Чед (76 km), Болшой Певк (50 km). Има смесено подхранване с преобладаване на снежното. Среден годишен отток на 53 km от устието 51,6 m³/s. Замръзва в края на октомври, а се размразява през април. Плавателна е за плиткогазещи съдове на 153 km от устието, до село Лопидино. По течението на Локчим са разположени седем малки населени места – селата Лопидино, Намск, Четдино, Веръю, Конша, Мартити и Уст Локчим.